# Murat Ülker

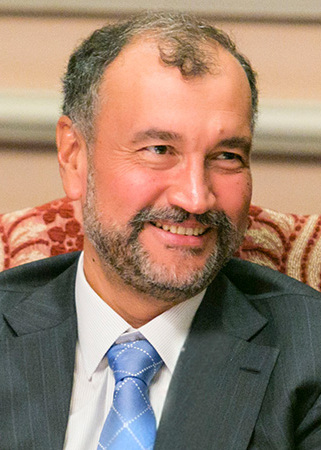
Murat Ülker (2014)

Murat Ülker (* 21. März 1959 in Istanbul) ist ein türkischer Geschäftsmann und Vorsitzender der Yıldız Holding, des größten Lebensmittelunternehmens in der Türkei. Die Yıldız Holding besitzt Unternehmen wie Ülker, Godiva Chocolatier, Pladis und Şok. 2024 war er mit einem Vermögen von 5,5 Milliarden US-Dollar der reichste Türke.

## Leben
Murat Ülker wurde 1959 in Istanbul als Sohn von Sabri Ülker und Güzide İman geboren. Er besuchte das Gymnasium in Istanbul und schloss sein Studium an der Boğaziçi Üniversitesi in Betriebswirtschaft ab. 1982 studierte er im Ausland am American Institute of Baking (AIB) und an der Zentralfachschule der Deutschen Süßwarenwirtschaft (ZDS) und absolvierte eine Ausbildung bei der Continental Baking Company in den Vereinigten Staaten.
1984 trat Ülker als Kontrollkoordinator in die Ülker-Gruppe ein, die zur Yıldız Holding gehört. In den folgenden Jahren war er als stellvertretender General-Manager für Unternehmen und später als General-Manager tätig. Im Jahr 2000 wurde Ülker CEO der Yıldız Holding, bevor er 2008 der Vorsitzende wurde. Unter seiner Leitung expandierte das Unternehmen international und kaufte u. a. den belgischen Schokoladenhersteller Godiva Chocolatier.

## Privates
Ülker ist verheiratet und hat drei Kinder.
2009 gründete die Familie Ülker die Sabri-Ülker-Stiftung, die das Ziel hat, einen nachhaltigen Beitrag zur öffentlichen Gesundheit im Bereich Ernährung zu leisten. Im Jahr 2014 spendete die Ülker-Familie 24 Millionen US-Dollar an die Harvard University. Die über 10 Jahre verteilte Finanzierung wurde zur Gründung des Sabri-Ülker-Zentrums für Ernährung, Genetik und Stoffwechselforschung an der Harvard T.H. Chan Schule für öffentliche Gesundheit verwendet. Das Zentrum befasst sich mit chronischen und komplexen Krankheiten, um Menschen mit Krankheiten wie Diabetes und Herz-Kreislauf-Erkrankungen zu helfen.
Ülker war der Besitzer des türkischen Basketballklubs Ülkerspor. Später wurde der Verein mit der Basketballabteilung von Fenerbahçe zusammengelegt.